# Natalia Nasaridze
Natalia Nasaridze, turška lokostrelka, * 2. oktober 1972.
Nasaridze je sodelovala na lokostrelskem delu leta 1992, leta 1996, leta 2000 in leta 2004.